# Saint-Genest-de-Contest
Saint-Genest-de-Contest (okzitanisch: Sent Guinièis) ist eine französische Gemeinde mit 281 Einwohnern (Stand: 1. Januar 2022) im Département Tarn in der Region Okzitanien. Sie gehört zum Kanton Plaine de l’Agoût und zum Arrondissement Castres.

## Lage
Der Ort befindet sich rund 18 Kilometer südlich von Albi.
Die Gemeinde grenzt im Nordwesten an Laboutarie, im Norden an Lombers, im Nordosten an Réalmont, im Osten an Vénès, im Süden an Lautrec, im Südwesten an Saint-Julien-du-Puy und im Westen an Montdragon.
An der nördlichen Gemeindegrenze verläuft der Fluss Dadou.

## Bevölkerungsentwicklung
| Jahr      | 1962 | 1968 | 1975 | 1982 | 1990 | 1999 | 2008 | 2015 |
| --------- | ---- | ---- | ---- | ---- | ---- | ---- | ---- | ---- |
| Einwohner | 317  | 264  | 294  | 275  | 279  | 265  | 245  | 305  |